# ستانچوو هان
ستانچوو هان (به بلغاری: Stanchov Han) یک منطقهٔ مسکونی در بلغارستان است که در تریاونا واقع شده‌است.